# Piramsin
Piramsin är en ort i Azerbajdzjan.   Den ligger i distriktet Şabran Rayonu, i den nordöstra delen av landet, 130 km nordväst om huvudstaden Baku. Piramsin ligger 162 meter över havet och antalet invånare är 908.
Terrängen runt Piramsin är kuperad åt sydväst, men åt nordost är den platt. Närmaste större samhälle är Divichibazar, 12,9 km sydost om Piramsin. 
Trakten runt Piramsin består till största delen av jordbruksmark. Runt Piramsin är det ganska glesbefolkat, med 47 invånare per kvadratkilometer.